# Solaris Urbino 10,5
Solaris Urbino 10,5 je model nízkopodlažního autobusu, který od roku 2016 vyrábí polská společnost Solaris Bus & Coach. V České republice tento typ provozuje od roku 2020 Dopravní podnik hl. m. Prahy (DPP), a to v počtu 20 vozů. V březnu 2021 DPP využil opci na dalších 20 vozů. První vozidla z opce byla dodány počátkem září 2021 a oproti vozům z roku 2020 měla nátěr Pražské integrované dopravy tvořený z červeno-šedých svislých pruhů.